# Alexis Korner's Blues Incorporated
Alexis Korner's Blues Incorporated, ou simplement Blues Incorporated, est un groupe britannique de blues, originaire de Londres, en Angleterre, actif entre 1961 et 1966. Il est dirigé par Alexis Korner, et ayant eu à divers moments comme membres Jack Bruce, Charlie Watts, Terry Cox, Ginger Baker, Long John Baldry, Danny Thompson, Graham Bond, Cyril Davies, Malcolm Cecil et Dick Heckstall-Smith. 
Sans grand succès commercial et avec une discographie limitée en raison d'une activité essentiellement en concert, ce groupe exerça néanmoins une grande influence sur le blues et le rock britannique des années 1960 et ultérieures en étant notamment le premier groupe britannique de blues à connaître le succès et le premier groupe britannique à enregistrer un album de blues. Ses différentes formations accueillent également de nombreux musiciens qui feront ensuite, pour un grand nombre d'entre eux, une grande carrière, comme Ginger Baker et Jack Bruce avec Cream ou Charlie Watts avec les Rolling Stones.

## Histoire
Korner (1928-1984) est membre depuis 1949 du Jazz Band de Chris Barber quand il rencontre Cyril Davies (1932-1964) qui partage sa passion du blues américain et avec lequel il forme un duo dès 1953. En 1956, quand Korner retourne jouer avec Barber, Davies l'accompagne, et ils introduisent une sonorité blues dans le groupe de jazz. En 1957, ils ouvrent leur propre club, le Blues and Barrelhouse Club dans Wardour Street à Londres. Ils y font jouer des bluesmen américains comme Champion Jack Dupree, Muddy Waters et Otis Spann. Le club permettait aussi à de jeunes musiciens de faire leur preuve, tels Charlie Watts, Long John Baldry ou Jack Bruce.
En 1962, alors que Korner possède sa propre émission de blues à la BBC, lui et Davies, encouragés par le succès grandissant de leur club, quittent le groupe de Barber et créent le Blues Incorporated, le premier groupe de blues au monde, à l'exception des formations de Hillbilly Blues et Blues américaines, composés de blancs. Composé initialement sur la base de musiciens habitués du Barrelhouse, le groupe débute le 17 mars 1962 dans le sous-sol d'un salon de thé sur Ealing Broadway (qui prendra ensuite le nom de Ealing R&B Club) ; la première formation est composée de Korner, de Davies, du guitariste Art Wood, du batteur Charlie Watts, du chanteur Keith Scott et du bassiste Andy Hoogenboom. La composition change ensuite très souvent, avec le passage de nombreux musiciens ou chanteurs, tels que Baldry, Paul Jones, Mick Jagger, John McLaughlin, Big Jim Sullivan, Spike Heatley ou Dick Heckstall-Smith.
Le groupe joue de façon régulière au Marquee Club, ce qui attire l'attention du producteur et promoteur Jack Good. Celui-ci obtient un contrat d'enregistrement avec Decca Records qui débouche sur la sortie d'un LP : R&B from the Marquee. L'album, enregistré en juin 1962 et sorti en novembre de cette même année, est en réalité enregistré dans les studios de Decca studio plutôt que dans le club ; Baldry est le chanteur principal et l'album contient des titres de Muddy Waters, Jimmy Witherspoon et Leroy Carr.
Dick Heckstall-Smith, qui fait alors partie des Blues Incorporated, joue également dans un groupe de jazz dont le batteur est Ginger Baker et, au cours d'un concert donné en mai à l'université de Cambridge, ils rencontrent le jeune bassiste écossais Jack Bruce. Après une rapide prise de contact et quelques bœufs ensemble, Heckstall-Smith lui propose de rejoindre Blues Incorporated, ce qui est effectif le 12 juillet 1962 lors de la première apparition du groupe dans l'émission Jazz Club de la BBC.
Toujours durant l'année 1962, Korner et Davies mettent en place une Rhythm and Blues Night régulière au Ealing Jazz Club. Ce type de soirée attire de nombreux fans de blues de RnB, parmi lesquels Eric Burdon, Mick Jagger, Keith Richards, Brian Jones, Rod Stewart, Paul Jones, John Mayall, Zoot Money et Jimmy Page, dont certains participeront de façon occasionnelle aux bœufs de Blues Incorporated. Le groupe se conçoit comme une formation informelle et à la composition fluide. Watts quitte le groupe à cette époque, ne voulant pas participer à un groupe dont le succès menait à la professionnalisation ; il rejoint alors les Rolling Stones qui sont encore à l'époque un groupe amateur. Il est remplacé par Ginger Baker, en août 1962.
Au début de l'année 1963, Davies entre en désaccord avec Korner qui souhaite ajouter une section de cuivres au groupe, ce qui réoriente le groupe vers le jazz, de même que les arrivées de Baker et Bruce. En compagnie de Baldry, il quitte le groupe pour former le Cyril Davies' All Stars et est remplacé dans Blues Incorported par Graham Bond. La nouvelle formation joue alors de façon régulière au Flamingo Club, mais peu de temps après, Bond, Bruce et Baker fondent le Graham Bond Organisation, un des premiers groupes à introduire l'orgue Hammond. Après avoir joué un moment en même temps pour les deux groupes, les membres du GBO quittent Blues Incorporated.
Très orienté vers les performances en public, le groupe ne sort que peu d'albums. Il ne sort que deux singles chez Parlophone, I Need Your Loving / Please, Please, Please (1963) et Little Baby / Roberta (1964), suivi d'un autre chez Fontana, River's Invitation / Every Day I Have the Blues.
En 1964, deux LP sortent : At the Cavern et Red Hot from Alex, avec l'américain Herbie Goins au chant et Danny Thompson (futur membre de Pentangle) à la contrebasse. En 1965, Sky High est attribué au groupe Alexis Korner's Blues Incorporated avec Duffy Power au chant. Korner dissout finalement le groupe à la fin de l'année 1966.

## Discographie
- 1962 : R&B from the Marquee
- 1964 : At The Cavern
- 1964 : Red Hot From Alex
- 1965 : Sky High